# Ivan Singer
Ivan Singer, magyarul Singer Iván (Arad, 1929. november 14. – 2020. augusztus 24.) romániai matematikus, a Román Akadémia rendes tagja.

## Életpályája
A Bolyai Tudományegyetemen végzett matematika–fizika szakon 1951-ben, de már 1950 márciusától gyakornokként alkalmazták 1953. júniusáig. Azután a Román Akadémia Matematikai Intézetében dolgozott Bukarestben nyugdíjazásáig. Itt doktorált 1955-ben Octav Mayer irányításával. 1992-ben megválasztották a Román Akadémia levelező, majd 2009-ben rendes tagjává.

## Munkássága
Több mint 210 tudományos dolgozatot közölt a funkcionális analízis, aproximációelmélet, optimazilálás, hálóelmélet tárgyköreiben. Hét monográfiát közölt elismert szakkiadóknál (egyik fordítás románból angolra):
- Cea mai buna aproximare în spații vectoriale normate prin elemente din subspații vectoriale (Best approximation in normed linear spaces by elements of linear subspaces). Editura Academiei RSR, București, 1967 (400 o.)
- Bases in Banach Spaces. I. Grundlehren Math. Wissenschaften 154, Springer-Verlag, Berlin -Heidelberg - New York, 1970 (676 o.)
- Best approximation in normed linear spaces by elements of linear subspaces, Grundlehren Math. Wissenschaften 171, Springer-Verlag and Editura Academiei R.S.R., Berlin - Heidelberg - New York and Bucuresti, 1970 (417 o. fordítás románból)
- The theory of best approximation and functional analysis. CBMS Reg. Confer. Series in Applied Math.13, Society for Industrial and Applied Mathematics, Philadelphia, 1974 (102 o.)
- Bases in Banach spaces. II. Springer Verlag and Editura Academiei R.S.R., Berlin - Heidelberg - New York and Bucuresti, 1981 (888 o.)
- Abstract convex analysis. Wiley-Interscience, New York, 1997 (510 o.)
- Duality for nonconvex approximation and optimization. Springer, New York, 2006, (355 o.).